# Броуновский мост

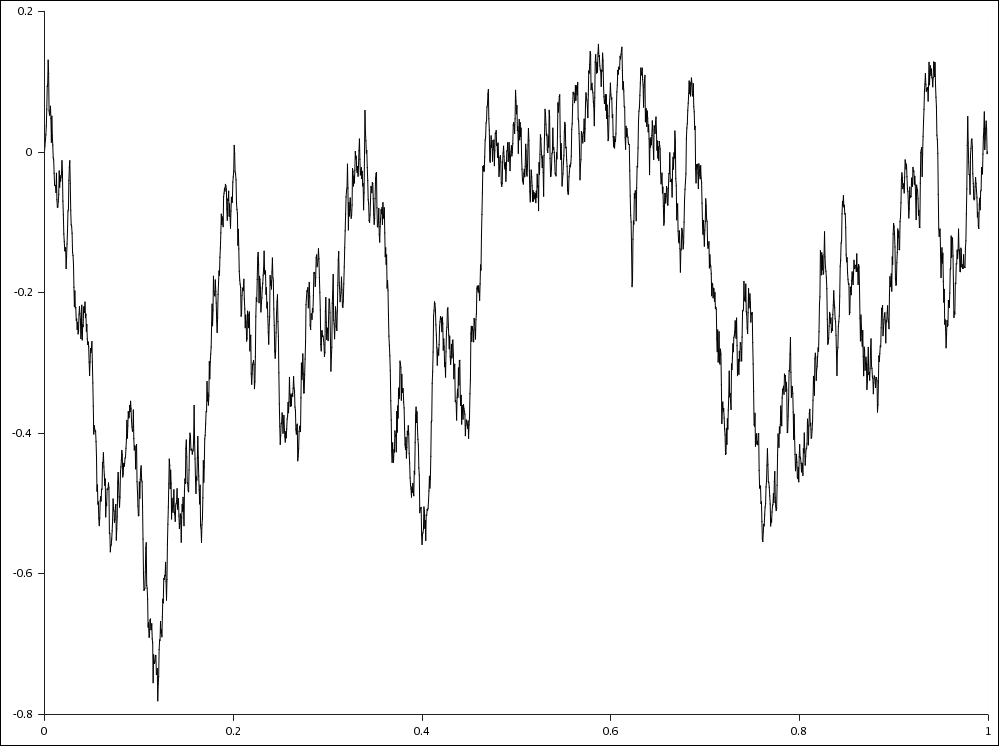
Броуновское движение, закреплённое в обоих концах, — броуновский мост.

Броуновский мост — это частный случай случайного блуждания с непрерывным временем (винеровского процесса) {\displaystyle B(t)}, когда начальная и конечная точки совпадают: {\displaystyle B(0)=B(1)=0}.
Стандартный винеровский процесс "привязан" в начальной точке {\displaystyle W(0)=0}, но имеет свободный конец. Броуновский мост зафиксирован и в начале {\displaystyle B(0)=0}, и в конце {\displaystyle B(1)=0}.

## Свойства
Броуновский мост имеет среднее {\displaystyle {E}\left[B_{t}\right]=0} и дисперсию {\displaystyle \mathrm {D} \left[B_{t}\right]=t(1-t)}, что подразумевает наибольшую неопределенность в середине моста и полную определенность на концах. Ковариация {\displaystyle {Cov}\left[B_{s},B_{t}\right]=s(1-t)}, где s < t. Приращения не являются независимыми.

## Связь с другими случайными процессами
Если W(t) — стандартный винеровский процесс (т.е. для t ≥ 0, W(t) нормально распределено со средним 0 и дисперсией t, а приращения являются независимыми), то имеем броуновский мост 
{\displaystyle B\left(t\right)=W(t)-t\cdot W(1)}

В свою очередь, если взять броуновский мост B(t) и стандартную нормально распределенную случайную величину Z, то процесс
{\displaystyle W(t)=B\left(t\right)+tZ}

будет винеровский процессом для t ∈ [0, 1]. В общем, при t ∈ [0, T] имеем
{\displaystyle W(t)=B\left({\frac {t}{T}}\right)+{\frac {t}{\sqrt {T}}}Z}
Броуновский мост является следствием теоремы Донскера-Прохорова применительно к эмпирическим процессам. Также он используется в критерии согласия Колмогорова-Смирнова для статистического вывода.

Используется при доказательстве теоремы Колмогорова. Пусть функция распределения {\displaystyle F(x)} непрерывна, рассмотрим случайную величину
{\displaystyle D_{n}=\sup \limits _{x\in \mathbb {R} }|{\hat {F}}_{n}(x)-F(x)|}, где
{\displaystyle {\hat {F}}_{n}(x)={\frac {1}{n}}\sum _{j=1}^{n}\mathbf {I} \{X_{j}\leqslant x\}} – эмпирическая функция распределения.
Пусть {\displaystyle (W_{t},t\in [0,1])} –  винеровский процесс.
Тогда {\displaystyle {\sqrt {n}}\cdot D_{n}{\stackrel {d}{\longrightarrow }}\max \limits _{t\in [0,1]}|W_{t}-tW_{1}|}, то есть максимальный разрыв {\displaystyle D_{n}} между истинной функцией распределения и эмпирической (которую легко построить по имеющейся конечной выборке), умноженный на {\displaystyle {\sqrt {n}}} (отвечает за скорость сходимости), стремится по распределению к максимуму на отрезке модуля броуновского моста.

## Общий случай
В общем случае, когда {\displaystyle B(t_{1})=a} и {\displaystyle B(t_{2})=b}, распределение {\displaystyle B(t)} при {\displaystyle t\in (t_{1},t_{2})} является нормальным:
{\displaystyle B(t)\sim N\left(a+{\frac {t-t_{1}}{t_{2}-t_{1}}}(b-a),{\frac {(t-t_{1})(t_{2}-t)}{t_{2}-t_{1}}}\right)}

## Замечание
Предположим, мы сгенерировали последовательность точек W(0), W(1), W(2), W(3) и т.д. винеровского процесса с помощью компьютерной симуляции. Если мы захотим вставить дополнительную точку на интервале [0,1], то мы должны использовать броуновский мост, проходящий через W(0) и W(1).